# Хајделанд (Тирингија)
Хајделанд (њем. Heideland) општина је у њемачкој савезној држави Тирингија. Једно је од 93 општинска средишта округа Зале-Холцланд. Према процјени из 2010. у општини је живјело 2.024 становника. Посједује регионалну шифру (AGS) 16074039.

## Географски и демографски подаци
Хајделанд се налази у савезној држави Тирингија у округу Зале-Холцланд. Општина се налази на надморској висини од 302 метра. Површина општине износи 37,4 km². У самом мјесту је, према процјени из 2010. године, живјело 2.024 становника. Просјечна густина становништва износи 54 становника/km².